# Акиндулкино
Акиндулкино (мар. Изи Аксарка) — деревня в Медведевском районе Марий Эл Российской Федерации. Входит в состав Шойбулакского сельского поселения.
Численность населения — 92 чел. (2014 год).

## География
Располагается в 8 км от административного центра сельского поселения — села Шойбулак.

## История
Впервые упоминается в 1795 году в списках селений Царевококшайского уезда как выселок из деревни Тохпулатово. В 1936 году деревня Акиндулкино (Тохпулатово) входила в Малошаплакский сельсовет Йошкар-Олинского района. Был образован колхоз «Май пеледыш». В 1970 году жители деревни Акиндулкино вошли в состав вновь образованного совхоза «Шойбулакский».

## Население
| 2010 | 2011 | 2012 | 2013 | 2014 |
| ---- | ---- | ---- | ---- | ---- |
| 90   | ↘89  | ↘87  | ↘86  | ↗92  |

Национальный состав на 1 января 2014 г.:
| Национальность | Численность, чел. | Доля    |
| -------------- | ----------------- | ------- |
| всего          | 92                | 100,0 % |
| Марийцы        | 82                | 89,1 %  |
| Русские        | 9                 | 9,8 %   |
| другие         | 1                 | 1,1 %   |

## Описание
Улично-дорожная сеть деревни имеет грунтовое и щебневое покрытие. Жители проживают в индивидуальных домах, не имеющих централизованного водоснабжения и водоотведения. Деревня газифицирована.